# مایکل کان (کارگردان نمایش)
مایکل کان (انگلیسی: Michael Kahn؛ زادهٔ ۹ سپتامبر ۱۹۳۷) کارگردان نمایش، کارگردان هنری و آموزگار اهل ایالات متحده آمریکا است. وی مدیر هنری «شکسپیر تیئتر کامپنی» در واشینگتن، دی.سی. است. وی همچنین مابین سال‌های ۱۹۹۲ تا ۲۰۰۶، رئیس بخش تئاتر و نمایش مدرسه جولیارد بود.
او دانش‌آموختهٔ دانشگاه کلمبیا و از سال ۱۹۶۸ از استادان مدرسه جولیارد است.
وی در سال ۲۰۰۷ برندهٔ جایزهٔ معتبر گیلگد شد.